# Aberdeen (Jižní Dakota)
Aberdeen (Lakotsky Ablíla) je město ve Spojených státech amerických, v severovýchodní části státu Jižní Dakota. Je sídlem Brown County, má rozlohu 33,7 km² a žije v něm 28 495 obyvatel (2020), je to třetí nejlidnatější město ve státě po Sioux Falls a Rapid City. Metropolitní oblast, kde Aberdeen zastává pozici hlavního města má 42 287 obyvatel (2020). Aberdeen je považován za studentské město, sídlí v něm univerzity Northern State University a Presentation College.
Leží v oblasti Velkých prérií, západně od řeky James River, v jejím údolí v nadmořské výšce 395 m n. m. Severozápadně od města se rozkládá rekreační oblast Richmond Lake Recreational Area, západně Mina Lake Recreational Area a je obsluhováno regionálním letištěm Aberdeen Regional Airport.

## Historie
První obyvatelé této oblasti byli Arikarové. Přibližně od roku 1700 do 1879 bylo Brown County domovem pro kmen Lakotů (odnož kmene Siouxů). První Evropané se sem začali stěhovat během 20. let 19. století, kvůli obchodu s kůžemi.
Aberdeen, jako jedno z mnoha měst na Středozápadě, byl postaven kolem nově se vyvíjející železniční sítě. Aberdeen byl oficiálně jmenován městem 3. ledna 1881 Charlesem Priorem, správcem místních železnic, kterým předsedal Alexander Mitchell. Mitchell pocházel z Aberdeenu ve Skotsku a odtud pochází název tohoto města.
Jak Aberdeen rostl, hlavní ulice se plnila domy a obchody, což začal být problém kvůli pravidelným povodním. Jelikož byla ve městě jediná párou poháněná pumpa, trvalo většinou vysoušení domů týdny. A i když se město dokázalo zbavit vody, muselo se posléze vypořádávat s velkým množstvím bahna. Z toho důvodu se městu přezdívá "Město v žabím rybníku".
V roce 1884 se město rozhodlo bojovat proti povodním postavením artéské studny. Při kopání ale narazili na moc silný proud, který způsobil opětovné zatopení města. Zkrocením tohoto proudu, získalo město svůj první fungující zdroj pitné vody.
V Aberdeenu bývaly čtyři vlakové společnosti, kvůli kterým se mohl Aberdeen dále rozvíjet. Nicméně jediná stále fungující je BNSF Railway.
L. Frank Baum, autor knihy Čaroděj ze země Oz, tu pár let žil se svou ženou a dětmi na začátku 90. let 19. století. Vlastnil tu obchod a publikoval v jedněch z devíti místních novin. V roce 1892 se stěhuje do Chicaga. Dnes ho v Aberdeenu připomíná zejména zábavní park, který obsahuje několik atrakcí s tematikou Čaroděje ze země Oz.
25. října 1999 16 km západně od Aberdeenu, havarovalo letadlo Learjet 35 s golfovou hvězdou Paynem Stewartem a dalšími pěti pasažéry. Nikdo nepřežil.

## Podnebí
V Aberdeenu panuje vlhké kontinentální klima ovlivněné velkou vzdáleností od velkých vodních ploch. Jsou zde horká, relativně vlhká léta a studené, suché zimy.
Měsíční průměrná teplota je v lednu -10,7°C a v červnu 22,4°C.
Nejnižší teplota byla naměřena v lednu 1912 (-43°C) a nejvyšší v červnu 1936 (46°C).

## Demografie

### 2022
V roce 2022 žilo v Aberdeenu 28 210 lidí v 12 114 domácnostech. Hustota obyvatelstva byla 649,9 obyvatel na km2. Etnické složení se skládalo z bílých (81,3 %), Asiatů (4,48 %), původních Američanů (4,31 %), Afroameričanů (3,04 %) a ostatních ras (6,87 %).
Průměrný věk byl 36,4 let. 22,2 % obyvatel byli mladší 18 let, 12,8 % byli v rozmezí 18 a 24 let, 24,1 % od 25 do 44 let, 24,4 % od 45 do 64 let a 16,4 % obyvatel bylo starší 65 let.
Poměr pohlaví byl 47,6 % muži, 52,4 % ženy.

### Náboženství
V oblasti je několik římsko-katolických, baptistických, luteránských, metodistických a pentekostalistických kostelů a jedna synagoga.

## Ekonomika

### Největší zaměstnavatelé
| Zaměstnavatel                          | Počet zaměstnanců (2017) |
| -------------------------------------- | ------------------------ |
| Nemocnice Avera Saint Luke's           | 1 500                    |
| Státní školy                           | 650                      |
| 3M                                     | 650                      |
| Agtegra Cooperative                    | 600+                     |
| Wells Fargo Auto Finance               | 450                      |
| Super 8 Worldwide                      | 400                      |
| Hub City Inc.                          | 339                      |
| Midstates Printing/Quality Quick Print | 300                      |
| Northern State University              | 298                      |

## Kultura
V Aberdeenu se nachází komunitní divadlo Aberdeen Community Theatre. Bylo založeno roku 1979 a svá představení odehrává v hlavním divadle v centru Aberdeenu. Divadlo většinou přehrává pět hlavních a tři mládežnické scény ročně
Pořádá se tu také filmový festival South Dakota Film Festival, založen roku 2007, který se koná na podzim. Festival hostil filmové a televizní hvězdy jako Kevin Costner, Graham Greene a Adam Greenberg.
Jsou tu čtyři galerie; Presentation College's Wein Gallery, Northern State University's Lincoln Gallery, Aberdeen Recreation & Cultural Center (ARCC) Gallery a ArtWorks Cooperative Gallery

## Sport

### Bowling
V Aberdeenu se nachází moderní bowlingové centrum s několika dráhami zvané Village Bowl na adrese 1314 8th Ave NW.

### Baseball
V nižších ligách tu hráli celkem tři baseballové týmy. The Aberdeen Boosters (1920), The Aberdeen Grays (1921-1923) a The Aberdeen Pheasants (1946-1971 a 1995-1997). Pheasants byli partnerský tým tehdejších St. Louis Browns (nyní Baltimore Orioles), kteří hráli v nejvyšší baseballové lize.
Aberdeen byla zastávka pro takové hvězdy jako byl Don Larsen, Lou Piniella a Jim Palmer.

### Tenis
Aberdeen má 19 veřejných tenisových kurtů po celém městě. Z toho jich je 14 na místní univerzitě nebo střední škole.

### Golf
V Aberdeenu jsou tři golfová hřiště, Lee Park Municipal Golf Course, Moccasin Creek Country Club a Rolling Hills Country Club. První dvě jsou 18jamková hřiště, třetí je pak 9jamkové.

### Hokej/Bruslení
Je tu několik veřejných bruslících i hokejových hřišť otevřených během zimních měsíců. Hraje tu tým Aberdeen Wings, který působí v NAHL.

### Ostatní
Nachází se tu skateboardový park a 2 hřiště na discgolf. Od roku 2011 tu hraje tým A-Town Roller Girlz sport nazývaný Roller Derby v lize All-women's Roller Derby League. Ve městě je také YMCA ,která obyvatelům nabízí bazény, šplhací stěny, sauny a fitness.